# Золоті письменники України
«Золоті письменники України» — українська літературна відзнака, започаткована у 2012 році. Відзнаку вручають українським письменникам-романістам, чиї твори видано українською або в перекладі українською мовою у форматі паперової книжки сукупним накладом понад 100 тис. примірників за період від початку 2000-го року до теперішнього часу.
У 2012 та 2013 роках відзнаку вручали на окремій церемонії нагородження, з 2015 — під час церемонії народження переможців «Коронації Слова».

## Історія
Нагороду заснували Тетяна Логуш та Юрій Логуш в 2012.
За словами Тетяни та Юрія, на започаткування нової нагороди їх надихнула «золота авторка» «Коронації слова» Люко Дашвар, сукупний наклад творів якої перевищив сто тисяч і вже сягає двохсот тисяч примірників.
У 2012 та 2013 роках відзнаку вручали на окремій церемонії нагородження. Починаючи з 2015 року відзнаку вручають під-час церемонії народження переможців «Коронації Слова».

## Умови нагородження
Відзнаку «Золотий письменник України» надає письменникам-романістам Міжнародний Благодійний Фонд «Мистецька Скарбниця» з метою: відзначити та вшанувати тих українських письменників, чиї романи здобули широке визнання читачів, про що свідчать тиражі їхніх творів, які сумарно перевищують 100 тисяч примірників, виданих у формі паперової книжки за період від початку 2000-го року до теперішнього часу; донести до свідомості суспільства вагомість знайомства із «Золотими письменниками» України для ще більшої популяризації їхніх творів та збільшення накладів; сприяти розвитку українського красного письменства в Україні та в цілому світі. Золотими письменниками України можуть стати автори романів які видані українською мовою або в перекладі українською мовою, якщо автор є громадянином України або є громадянином інших країн, але має українське походження або родом з України та якщо їхні романи видані в Україні та за межами України з сумарними накладами, що перевищують 100 тисяч примірників.

## 2012
Перша церемонія нагородження відбулася в Києві у Гранд готелі Fairmont 24 листопада 2012, в день вшанування пам'яті жертв голодоморів.
Нагороди були вручені 17 письменникам (18-тий письменник, Ліна Костенко, відмовилась від нагороди):
1. Юрій Мушкетик (відзнаку вручив перший Президент України Леонід Кравчук)
2. Анатолій Дімаров (відзнаку вручив Леонід Кравчук)
3. Юрій Логвин (відзнаку вручив Богдан Гаврилишин)
4. Мирослав Дочинець (відзнаку вручив Мішель Терещенко)
5. Ірен Роздобудько (відзнаку вручив Пітер Ян Волтерс — посол Нідерландів)
6. Всеволод Нестайко (відзнаку вручив Юрій Логуш)
7. Юрій Винничук (відзнаку вручив Ігор Осташ)
8. Іван Білик (відзнаку вручив Юрій Єхануров)
9. Андрій Курков (відзнаку вручив Дирк Лехельт — аташе по культурі посольства Німеччини)
10. Олег Чорногуз (відзнаку вручив Микола Жулинський)
11. Міла Іванцова (відзнаку вручив виконавчий директор Французького Інституту в Україні Франкі Бландо)
12. Андрій Кокотюха (Відзнаку вручав представник телеканалу ІНТЕР Ганна Гомонай)
13. Люко Дашвар (Ірина Чернова). Відзнаку вручив Олег Скрипка
14. Лада Лузіна (Відзнаку вручала Інна Катющенко, генеральний директор Edipresse Ukraine)
15. Сімона Вілар
16. Сергій Жадан (Відзнаку вручив Євген Бистрицький Виконавчий директор Міжнародного фонду «Відродження»)
17. Оксана Забужко (відзнаку вручив Посол Австрії — Вольф Дітріх Хайм)

Нагороду також збирались вручити Ліні Костенко, але вона відмовилась від нагороди й не прийшла на урочисте вручення. Напередодні організатори до числа номінантів включали всього 20 письменників, включно з Марією Матіос та Василем Шклярем,, але за незрозумілих причин до фінального списку нагороджених письменників вони не потрапили. Відповідно наступним трьом письменникам нагороду у 2012 році не вручили:
1. Ліна Костенко
2. Марія Матіос
3. Василь Шкляр

### 2013
У 2013 році нагороду вручили трьом літераторам. 12 вересня 2013 на історичній площі Ринок у Львові відомі меценати Тетяна та Юрій Логуші вручили відзнаку «Золотий письменник України» легендарному письменнику Роману Іваничуку. Вручення відбулося в рамках презентації книги «Торговиця» на 20-му Форумі видавців за участі генерального директора видавництва «Фоліо» Олександра Красовицького. В рамках Національної премії з фантастики 28 вересня 2013 у бібліотеці Національного технічного університету України «Київський політехнічний інститут» Тетяна Логуш вручила відзнаку «Золотий письменник України» Генрі Лайон Олді (творчому псевдоніму письменників-фантастів з Харкова Дмитра Громова та Олега Ладиженського) та Андрію Валентинову Всього у 2013 році відзнаку вручили трьом письменникам:
1. Генрі Лайон Олді (Дмитро Громов та Олег Ладиженський)
2. Андрій Валентинов (Андрій Шмалько)
3. Роман Іваничук

### 2015
Під час 22-го Міжнародного «Форуму видавців у Львові» (2015) у ресторані «Лівий берег» відбулася презентація новинок «Коронації слова-2015», де відзнаку «Золотий письменник України» отримали Леся Романчук, Василь Шкляр, Світлана Талан, Ганна Чубач, Юрій Андрухович та Степан Процюк. Під час вручення премії «Коронація слова-2015» також оголосили нових золотих письменників України.
1. Василь Шкляр
2. Ганна Чубач
3. Світлана Талан
4. Степан Процюк
5. Леся Романчук
6. Юрій Андрухович

### 2016
16 червня 2016 року, під час урочистої церемонії нагородження переможців «Коронація слова-2016» також відбулося вручення літературної відзнаки «Золотий письменник України». У 2016 році її отримали 7 літераторів:
1. Тимур Литовченко
2. Сергій Пономаренко
3. Любко Дереш
4. Дара Корній
5. Володимир Лис
6. Алла Сєрова
7. Ганна Чубач (формально вже отримала відзнаку «Золотий письменник України» ще у 2015 на «Форумі видавців»)
8. Сергій Ухачевський

### 2017
16 червня 2017 року, під час урочистої церемонії нагородження переможців «Коронація слова-2017» також відбулося вручення літературної відзнаки «Золотий письменник України». У 2017 році її отримали 8 літераторів:
1. Іван Драч[36]
2. Раїса Іванченко[36]
3. Тамара Коломієць[36]
4. Віктор Міняйло[36]
5. Галина Вдовиченко[36]
6. Михайло Слабошпицький[прим. 1]
7. Дмитро Павличко[прим. 1]
8. Ігор Померанцев[прим. 1]

### 2018
7 червня 2018 року, під час урочистої церемонії нагородження переможців «Коронація слова-2018» також відбулося вручення літературної відзнаки «Золотий письменник України». У 2018 році її отримали 4 літератора:
1. Олександр Мороз
2. Михайло Шевченко
3. Леонід Горлач
4. Василь Фольварочний

## Дорадчий комітет
Для пошуку і відбору кандидатів на відзнаку засновники створюють дорадчий комітет.У 2012 році до складу дорадчого комітету входили:
1. Олександр Афонін — президент Української асоціації видавців і книгорозповсюджувачів
2. Олена Бондарева — директор Гуманітарного інституту, доктор філологічних наук, професор
3. Тамара Гундорова — завідувач відділу теорії літератури Інституту літератури ім. Т. Г. Шевченка НАН України, доктор філологічних наук, член-кореспондент НАН України
4. Олександра Коваль — президент Форуму видавців
5. Юрій Пероганич — генеральний директор Асоціації підприємств інформаційних технологій України
6. Микола Сенченко — директор Державної наукової установи «Книжкова палата України імені Івана Федорова», вчений у галузі соціальних комунікацій, доктор технічних наук, професор, заслужений діяч науки і техніки України
7. Оксана Сліпушко — заступник директора Інституту філології КНУ імені Шевченка, доктор філологічних наук, професор
8. Тарас Федюк — віце-президент Асоціації українських письменників, член Шевченківського комітету, почесний керівник Коронації слова, поет
9. Софія Філоненко — доцент кафедри зарубіжної літератури та теорії літератури Інституту філології та соціальних комунікацій Бердянського державного педагогічного університет, кандидат філологічних наук, літературознавець.

## Зауваги
1. 1 2 3  у повідомленні офіційного сайту koronatsiya.com про переможців Коронації слова 2017, не згадується про нагородження званням "Золотий письменник України"  Михайла Слабошписького, Дмитра Павличка та Ігоря Померанцева, хоча в офіційній трансляції нагородження в Youtube видно що їх теж нагородили'"`UNIQ--ref-00000005-QINU`"'